# Truplaya flaveola
Truplaya flaveola är en tvåvingeart som beskrevs av Loïc Matile 1978. Truplaya flaveola ingår i släktet Truplaya och familjen platthornsmyggor.
Artens utbredningsområde är Elfenbenskusten. Inga underarter finns listade i Catalogue of Life.